# ツブラ島
ツブラ島（つぶらじま）とは、長崎県五島市にある無人島。明治時代以降に2度にわたり入植により集落が存在したことがある。

## 概要
伊福貴から見ると大きな富士山型で殻にこもったカタツムリの形、本窯からは頭を伸ばしたカタツムリの形に見える。
1913年編纂の長嵜縣南松浦郡郷土地誌では「圓島」と表記されている。旧南松浦郡樺島村で1957年（昭和32年）に旧福江市に編入された。

五島列島の島々。太字は有人島。配色は市町に対応する。
黄：佐世保市、緑：小値賀町、青：新上五島町、桃：五島市、オレンジ：西海市。

## 歴史
ツブラ島には1868年（明治元年）頃に初めての入植があったとされている。
その後、奈留島や福江島からの入植者があり、1949年（昭和24年）には14世帯118人が居住していた。椛島で揚繰網漁業が繁栄していた頃で漁業関連の入植だったとみられるが、揚繰網の衰退とともに昭和30年代前半には再び無人島となった。